# Германско-хорватские отношения

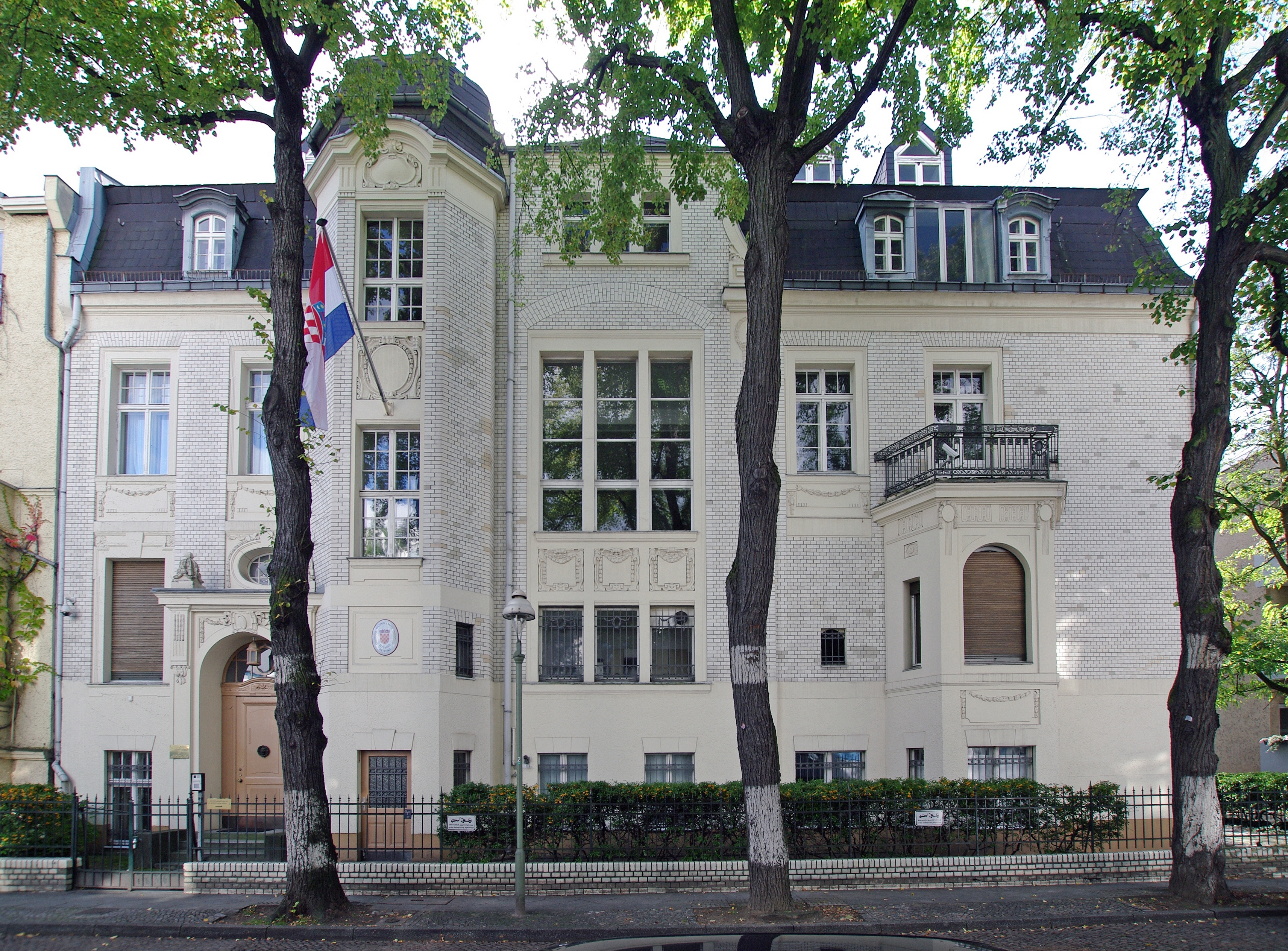
Здание Посольства Хорватии в Германии

Германско-хорватские отношения (хорв. Hrvatsko-njemački odnosi, нем. Deutsch-kroatische Beziehungen) — исторические и текущие двусторонние отношения между Германией и Хорватией.
Страны установили дипломатические отношения 15 января 1992 года. Хорватия имеет посольство в Берлине и пять генеральных консульств: в Дюссельдорфе, Франкфурте, Гамбурге, Мюнхене и Штутгарте. У Германии — посольство в Загребе и почётное консульство в Сплите.
По состоянию на 2011 год в Германии проживало 360—400 тыс. человек хорватского происхождения. Согласно хорватской переписи населения 2011 года, в Хорватии насчитывается 2 902 немца. Первым хорватом, избранным в Бундестаг, является Йосип Юратович от СДПГ (с 2004 года).
Хорваты, как и другие южнославянские народы, на протяжении веков находились под сильным влиянием немецкого языка и культуры. В новейшее время отношения между двумя странами развились в годы Второй мировой войны, когда нацистская Германия и фашистская Италия создали марионеточное государство под названием Независимое государство Хорватия (НГХ). Германия поддерживала преследования и убийства евреев и цыган в лагерях смерти. Кроме того, немецкая оккупационная армия, постоянно подвергавшаяся нападениям сербских партизан, в ответ брала заложников и расстреливала их. В годы холодной войны коммунистическая Югославия, где Хорватия была федеративной республикой, поддерживала хорошие отношения как с Западной, так и с Восточной Германией. Сотни тысяч хорватов эмигрировали в Западную Германию в качестве рабочей силы, а немецкие туристы охотно начали массово осваивать хорватское адриатическое побережье.
В начале XXI века Германия наладила широкое сотрудничество с Хорватией. Когда та провозгласила независимость 25 июня 1991 года, многие немецкие политики и другие лидеры заявили о поддержке и призвали к более тесным связям, тогда же канцлер Германии Гельмут Коль и министр иностранных дел Ганс-Дитрих Геншер были одними из самых решительных сторонников международного признания новой независимой Хорватии.

## История

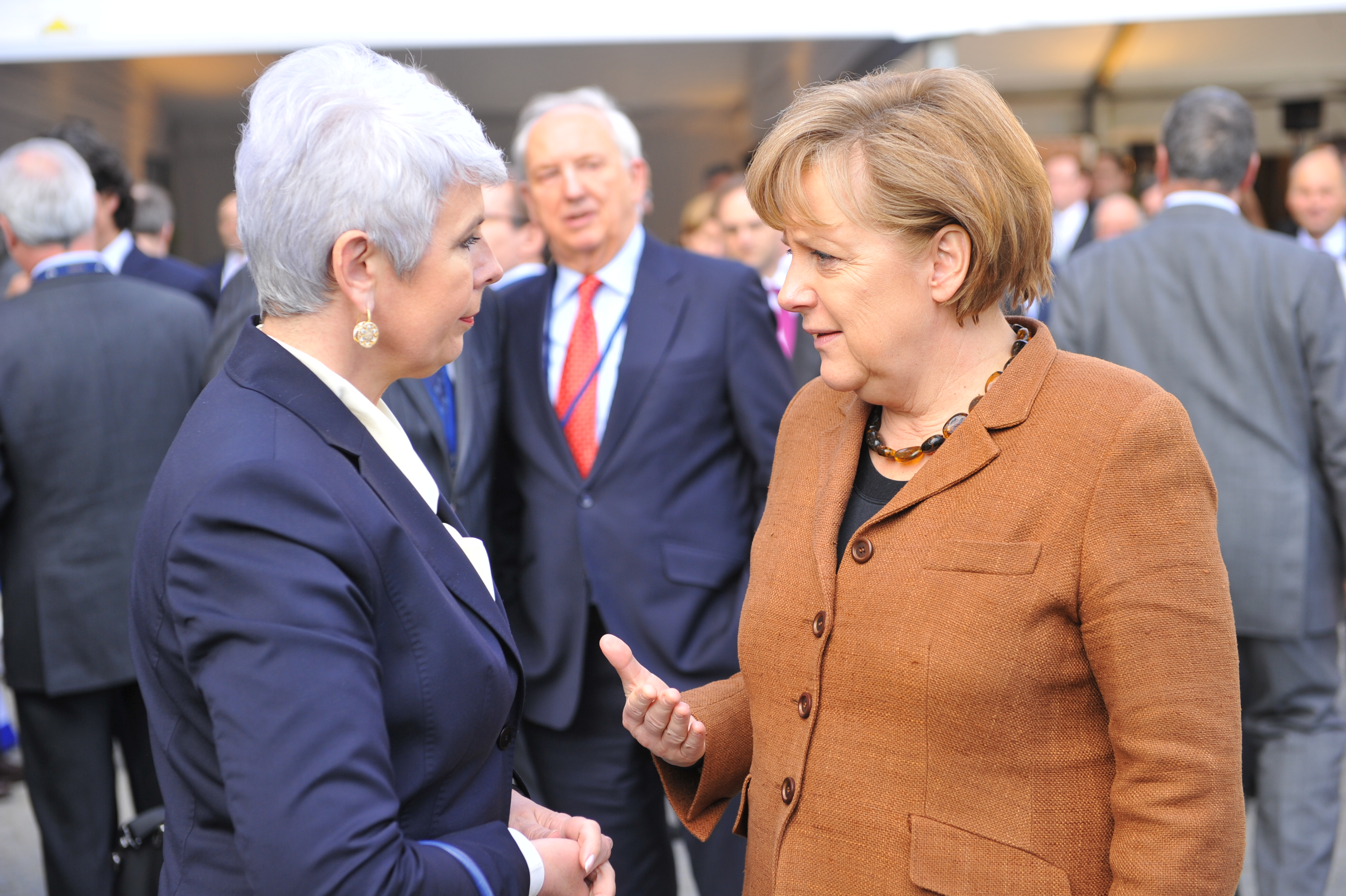
Премьер-министр Хорватии Ядранка Косор и канцлер Германии Ангела Меркель, 2011 год

Один из первых контактов между хорватами и германцами ( Франкское королевство) был упомянут Готшальком из Орбе в описании короля Хорватии Трпимира в IX веке. В то время шли военные действия между франками и хорватами. Например, в 838 году баварский герцог и затем король Людовик отправил войско против хорватского князя Ратимира, успешно противостоявшего нападению. В более поздние времена хорваты стали связаны с немецкоязычными странами благодаря союзу Хорватии с Австрией (1527—1918).
В XVII и XVIII веках проводилось планомерное заселение хорватских земель немецкоязычными дунайскими швабами, поскольку некоторые из этих хорватских частей Австрийской империи потеряли много населения из-за османско-габсбургских войн. Большинство этих иммигрантов поселились в хорватских сёлах в восточной Славонии, особенно в Осиеке и в Западном Среме.
Во время Первой мировой войны хорваты в основном сражались на стороне Центральных держав наряду с Германской империей, Османской империей и Болгарским царством. С распадом Лоскутной империи в 1918 году хорваты, как и хорватские немцы, сначала вступили в Государство словенцев, хорватов и сербов, а в 1919 году — в Королевство сербов, хорватов и словенцев. Немцы пытались организовать Немецкую партию (нем. Partei der Deutschen), чтобы иметь возможность быть непосредственно представленными в Народной Скупщине (парламенте) Югославии, но власти запретили это.
После того, как нацистская армия вторглась в Югославию и оккупировала её, немцы помогли  создать фашистское Независимое государство Хорватия (НГХ) на части её территории. Многие немецкие солдаты из вермахта были расквартированы по всей территории НГХ. В течение 1942 и 1943 гг. из Германии прибыло ещё больше солдат в связи с увеличением числа нападений на нацистов со стороны югославских партизан во главе с Иосипом Брозом Тито.
В конце войны многие дунайские немцы отступили вместе с немецкой армией. Оставшихся югославская власть, победившая в войне, подвергла репрессиям. Такие же преследования немцев совершали союзники по всей Европе. Эти репрессивные меры породили утверждение о том, что все немцы без исключения сотрудничали с немецко-нацистскими оккупантами, что не соответствовало действительности.
В 1955 году Социалистическая Федеративная Республика Югославия и Западная Германия разорвали дипломатические отношения. Причина заключалась в том, что Югославия приняла доктрину Хальштейна, признав Восточную Германию. В 1968 году дипломатические отношения были восстановлены. В том же году Западная Германия и Югославия подписали соглашение о рабочей силе, что позволило большому количеству хорватов выехать на работу в Германию на заработки. Также большое количество немецких туристов отправилось на отдых на хорватское побережье. Эта традиция сохраняется и по сей день.
Германия в 1991 году, во время хорватской войны за независимость, сыграла немаловажную роль в борьбе за признание новосозданной Республики Хорватия, чтобы тем самым положить конец постоянному насилию в сербских районах. 4 сентября 1991 года Гельмут Коль выступил в Бундестаге с просьбой немедленно признать Хорватию. Германию подверглась критике, главным образом со стороны Великобритании, Франции и Нидерландов, за то, что её быстрое признание Хорватии затруднило бы поиск мирного урегулирования. Против этого замечания выступил министр иностранных дел Германии Ганс-Дитрих Геншер, который заявил, что признание было согласовано с партнёрами из  ЕЭС. Независимо от комментариев трёх стран, все они согласились принять единый подход и избегать односторонних действий. 10 октября 1991 года, через два дня после того, как хорватский парламент подтвердил свою декларацию о независимости, ЕЭС решило отложить на два месяца любое решение о признании Хорватии. Министр иностранных дел Германии Ганс-Дитрих Геншер позже написал, что ЕЭС принял бы решение признать независимость Хорватии через два месяца, если бы к тому времени война не прекратилась. Учитывая продолжение войны после этого периода, Германия представила своё решение признать Хорватию, что было бы её «политикой и обязанностью» (policy and duty). Немецкую позицию полностью поддержали Италия и Дания, тогда как Франция и Великобритания пытались помешать германскому признанию путём выработки проекта резолюции ООН, которая не позволила бы ни одной стране предпринимать односторонние действия, которые могли бы ухудшить ситуацию в Югославии. В конце концов, 14 декабря, во время дебатов по этому вопросу в Совете Безопасности, когда выяснилось, что Германия полна решимости игнорировать эту резолюцию ООН, Франция и Великобритания отступили. 17 декабря 1991 года ЕЭС официально согласилось предоставить дипломатическое признание Хорватии 15 января 1992 года на основании её просьбы и положительного заключения Арбитражной комиссии Мирной конференции по Югославии. 19 декабря 1991 Хорватию признали Исландия и Германия. Они были первыми западноевропейскими странами, которые это сделали. Кроме того, Германия посылала Хорватии во время войны достаточно большие объёмы гуманитарной помощи, а также приняла множество хорватских беженцев.
Германия была одной из самых решительных сторонниц вступления Хорватии в НАТО (2009) и Европейский союз (2013).